# Ernst Nobs

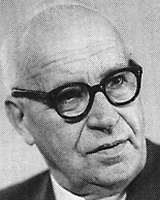
Ernst Nobs

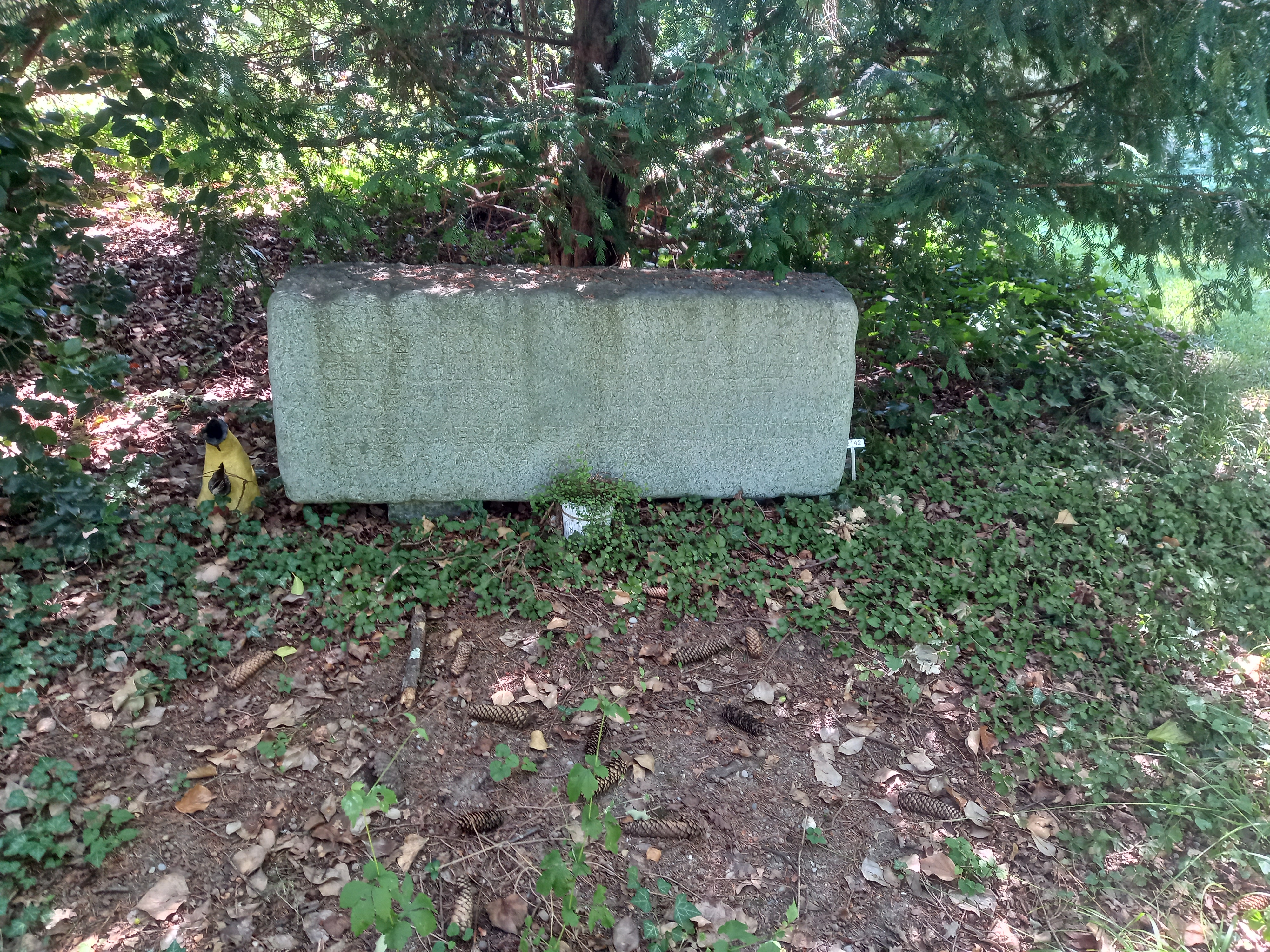
Das Grab von Ernst Nobs und seiner Ehefrau Rose geborene Fröhlich im Familiengrab auf dem Friedhof Manegg in Zürich

Ernst Nobs (* 14. Juli 1886 in Seedorf; † 13. März 1957 in Meilen) war ein Schweizer Politiker (SP) aus dem Kanton Zürich. Als Bundesrat war er Vorsteher des Finanzdepartements und bekleidete einmal das Amt des Bundespräsidenten. Er war 1943 der erste Sozialdemokrat überhaupt, der in die Landesregierung gewählt wurde.

## Werdegang
Aufgewachsen in Grindelwald als Sohn eines Schneidermeisters, war Ernst Nobs ursprünglich Lehrer in Wynau und Ostermundigen (1906–1912), dann Journalist. Seit 1912 arbeitete er als Redaktor bei verschiedenen Parteizeitungen der SP, der Freien Innerschweiz (Luzern) und der Volksstimme in St. Gallen. 1915 wurde er Chefredaktor der grössten sozialdemokratischen Tageszeitung Volksrecht in Zürich. 1916 wurde Nobs für die SP in den Grossen Stadtrat von Zürich gewählt, dem er bis 1933 angehörte.

Abhörprotokoll eines Telefonats zwischen Robert Grimm und Ernst Nobs vom 8. November 1918

Brisanterweise wurden am 8. November 1918, im Vorfeld des Landesstreiks, Telefongespräche zwischen Robert Grimm und Ernst Nobs sowie weiterer Beteiligter abgehört. 1919 wurde er im Zusammenhang mit dem Landesstreik von einem Militärgericht zu einer vierwöchigen Haftstrafe verurteilt, im gleichen Jahr gelang ihm auch der Sprung in den Nationalrat. Nachdem er 1933 aus dem Grossen Stadtrat von Zürich ausgeschieden war, wurde Nobs 1935 in den Regierungsrat des Kantons Zürich gewählt. Dieses Amt gab er 1942 auf, als er zum Nachfolger von Emil Klöti als Stadtpräsident von Zürich gewählt wurde.
Nach den Nationalratswahlen im Herbst 1943 wurde die SP die stärkste Fraktion im Parlament und erhob nach dem angekündigten Rücktritt von Ernst Wetter Anspruch auf den freiwerdenden Sitz der FDP. Am 15. Dezember 1943 wurde Ernst Nobs im ersten Wahlgang als erster Sozialdemokrat in den Bundesrat gewählt.
Von seinem Vorgänger übernahm Nobs am 1. Januar 1944 das Eidgenössische Finanz- und Zolldepartement. Aus Altersgründen gab er am 13. November 1951 seinen Rücktritt auf den 31. Dezember 1951 bekannt. Er war 1948 Vizepräsident des Bundesrates und 1949 Bundespräsident. Seine Bundesfinanzreform scheiterte 1950.
Ernst Nobs unterstützte die renommierte deutsche Frauenrechtlerin und Sexualreformerin Helene Stöcker und stand ihr auch während ihrer Exil-Zeit in der Schweiz zur Seite.

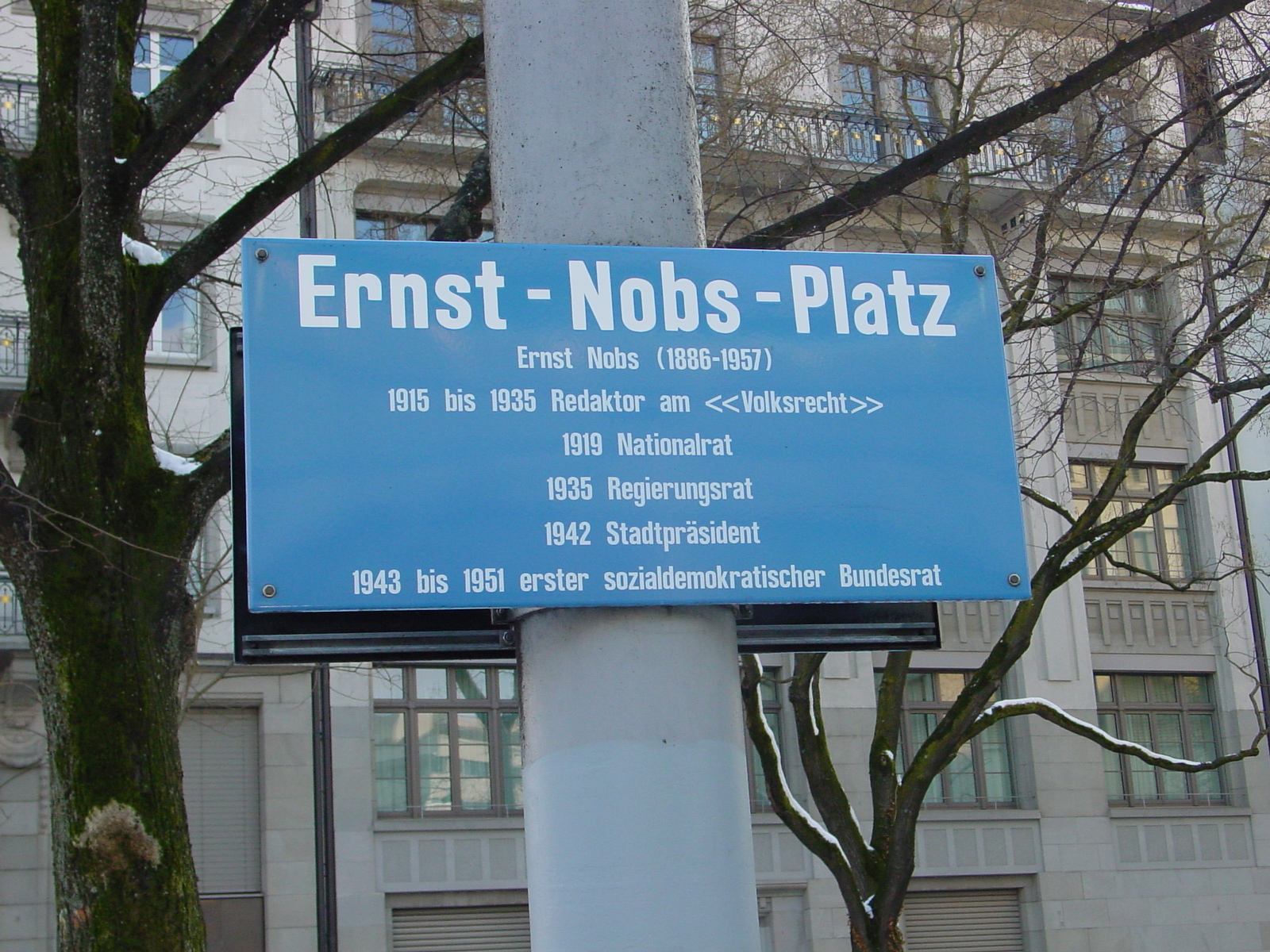
Ernst-Nobs-Platz, Zürich

Die Stadt Zürich benannte am 17. Dezember 2003 den früheren Stauffacherplatz in Ernst-Nobs-Platz um.
Er fand seine letzte Ruhestätte auf dem Zürcher Friedhof Manegg.

## Wahlergebnisse in der Bundesversammlung
- 1943: Wahl in den Bundesrat mit 122 Stimmen (absolutes Mehr: 91 Stimmen)
- 1947: Wiederwahl als Bundesrat mit 137 Stimmen (absolutes Mehr: 81 Stimmen)
- 1947: Wahl zum Vizepräsidenten des Bundesrates mit 187 Stimmen (absolutes Mehr: 96 Stimmen)
- 1948: Wahl zum Bundespräsidenten mit 192 Stimmen (absolutes Mehr: 99 Stimmen)